# 七點新聞報道
《七點新聞報道》（英語：News At 7），香港電視廣播有限公司新聞及資訊部製作的新聞節目。由2009年8月17日至2015年9月11日星期一至五傍晚19:00於高清翡翠台播出。

## 播映時間
在此節目啟播前，翡翠台及高清翡翠台的新聞時段為聯播《六點半新聞報道》。為與亞洲電視亞洲高清台（現稱亞洲台）的《七點鐘新聞》（現已停播）競爭，新聞及資訊部於2009年8月17日起於星期一至五加開《七點新聞報道》，《六點半新聞報道》不再於星期一至五在兩台聯播（例外日期見「節目調動」）。為配合此安排，高清翡翠台於19:20另設10分鐘《財經新聞》。
若星期一至五當日為世界各主要國家的休市日，《財經新聞》將會暫停播映。《七點新聞報道》在早期亦會相應延長播放時間，約19:25結束；但大部分仍舊於約19:22結束，隨後插播《勁歌推介》。
在星期六、日，以及高清翡翠台當晚播映重大節目（通常與翡翠台聯播）時則沒有《七點新聞報道》，如常兩台聯播《六點半新聞報道》，高清翡翠台在19:00的時段會仍舊與翡翠台聯播或自行播出其他節目。
《七點新聞報道》2009年8月17日起啟播初期，互動新聞台及無綫新聞台（現時TVB新聞台）亦有聯播此節目。如星期一至五《七點新聞報道》因節目調動而需要暫停播映，互動新聞台及無綫新聞台會改為播放《新聞報道》。但2012年3月12日起，互動新聞台及無綫新聞台取消聯播《七點新聞報道》及《財經新聞》，改為播放《新聞報道》。
2015年9月14日起，因高清翡翠台於星期一至五19:00時段改為與翡翠台同步播放綜藝及資訊節目，《七點新聞報道》取消播映。

## 節目內容
內容與當天《六點半新聞報道》類近，但部份國際新聞取材與《六點半新聞報道》有所分別。同時介紹一段新聞的主播亦有不同。《七點新聞報道》主要講述當日要聞，並不播放體育新聞。至於記者戶外及海外直播部分，因時間較短（新聞連廣告只有20分鐘），亦會相對地減少。